# Werkingspunt

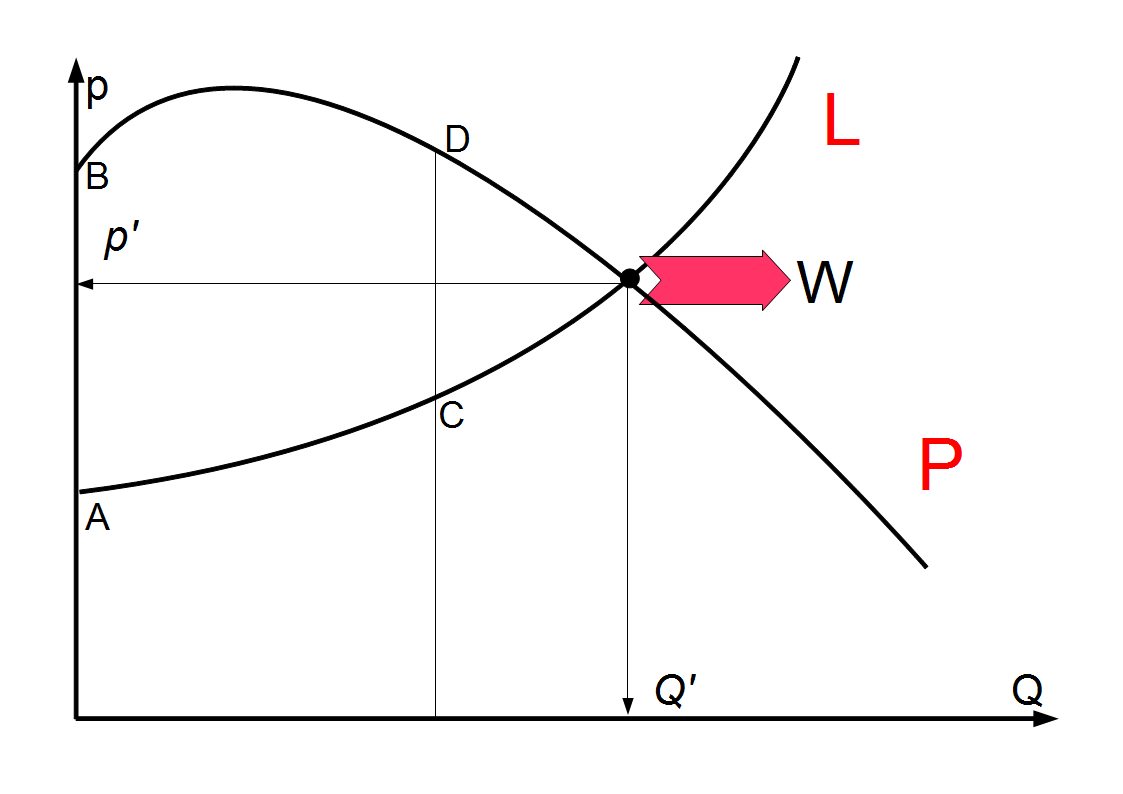
L: de leidingkarakteristiek.
P: de pompkarakteristiek.
W: het werkpunt

Bij een centrifugaalpomp, in een welbepaalde leiding geschakeld, is het werkpunt of bedrijfspunt de combinatie van debiet (Q') en opvoerdruk (p') waarin die pomp in die bepaalde leiding werkt.
Het is het snijpunt van de leidingkarakteristiek en de pompkarakteristiek. De leidingkarakteristiek geeft de nodige opvoerdruk voor die leiding, bij een bepaald debiet. De pompkarakteristiek is de mogelijke opvoerdruk van die pomp, voor een bepaald debiet.
Bij het inschakelen van de pomp is de mogelijke opvoerdruk pB van de pomp groter dan de nodige pA voor de leiding, waardoor de pomp begint debiet te leveren. Het debiet stijgt tot bijvoorbeeld QD bij een opvoerdruk pD die nog altijd groter is dan de nodige opvoerdruk pC, waardoor het debiet verder stijgt tot in het punt W. Hier zijn de nodige en de mogelijke opvoerdrukken gelijk, dit is het werkpunt van de centrifugaalpomp.
Er kan een onderscheid gemaakt worden tussen een stabiel en instabiel werkpunt.
Een enkel stabiel werkpunt komt voor wanneer de leidingskarakteristiek strikt dalend is. Dit punt is het snijpunt van de leidingskarakteristiek en pompkarakteristiek.
Een instabiel werkpunt komt voor wanneer de leidingskarakteristiek een maximum vertoont. In de meeste gevallen zijn dat alle snijpunten links van dit maximum.